# Benson Mhlongo
Daddyni 

## Trayectoria
Benson Mhlongo actúa normalmente como centrocampista realizando labores defensivas, aunque a veces es utilizado como defensa central.
Empezó su carrera profesional en 2001 en el Wits University FC. En la temporada 2004-05 el club realiza una mala campaña y acaba descendiendo. Como consecuencia de aquello Benson Mhlongo decide fichar por el Mamelodi Sundowns. Con este equipo se proclama campeón de Liga en dos ocasiones (2006 y 2007). También consigue una Copa de Sudáfrica y un torneo MTN 8.
En 2008 firma un contrato con su actual club, el Orlando Pirates. En su primera temporada quedó subcampeón de Liga.

## Selección nacional
Ha sido internacional con la Selección de fútbol de Sudáfrica en 31 ocasiones. Su debut con la camiseta nacional se produjo el 10 de octubre de 2004 en un partido contra Uganda.
Fue convocado para disputar la Copa FIFA Confederaciones 2009, torneo en el que jugó cuatro encuentros.

### Goles internacionales
| # | Fecha      | Lugar              | Rival       | Gol | Resultado | Competición      |
| - | ---------- | ------------------ | ----------- | --- | --------- | ---------------- |
| 1 | 20-05-2006 | Gaborone, Botsuana | Suazilandia | 1-0 | 1-0       | Copa COSAFA 2006 |

## Clubes
| Club                            | País      | Año       |
| ------------------------------- | --------- | --------- |
| Wits University Football Club   | Sudáfrica | 2001-2005 |
| Mamelodi Sundowns Football Club | Sudáfrica | 2005-2008 |
| Orlando Pirates Football Club   | Sudáfrica | 2008-2012 |
| Platinum Stars                  | Sudáfrica | 2012-     |

## Palmarés
- 1 Premier Soccer League (Mamelodi Sundowns, 2006 y 2007)
- 1 MTN 8 (Mamelodi Sundowns, 2007)
- 1 Copa de Sudáfrica (Mamelodi Sundowns, 2008)